# Rząśno
Rząśno (prononciation [ˈʐɔ̃ɕnɔ]) est un village de la gmina de Zduny, du powiat de Łowicz, dans la voïvodie de Łódź, situé dans le centre de la Pologne.
Il se situe à environ 5 kilomètres au nord-ouest de Zduny (siège de la gmina), 15 kilomètres au nord-ouest de Łowicz (siège du powiat) et 47 kilomètres au nord-est de Łódź (capitale de la voïvodie).
Sa population s'élevait à 221 habitants en 2006.

## Administration
De 1975 à 1998, le village était attaché administrativement à l'ancienne voïvodie de Skierniewice.

Depuis 1999, il fait partie de la nouvelle voïvodie de Łódź.